# Carmelo Valencia
Carmelo Valencia (Tutunendo, Chocó, Colombia, 13 de julio de 1984) es un exfutbolista colombiano. Jugaba en la posición de delantero y su último club fue el Junior de Barranquilla de la Liga Colombiana.

## Trayectoria

### Nacional
Valencia debutó en el fútbol profesional colombiano en el Atlético Nacional de Medellín en 2003.
A mediados de 2004 fue prestado al Deportivo Pasto.

### Real Cartagena
En el inicio de la temporada de 2005, fue a jugar en préstamo, nuevamente, al recién ascendido Real Cartagena.

### Nacional
A mediados de 2005 Valencia regresa a la Atlético Nacional de la ciudad de Medellín. Participa en la Copa Libertadores 2006 (logrando acceder hasta octavos de final, donde fue eliminado por el club ecuatoriano Liga Deportiva Universitaria de Quito).
En 2007 logró celebrar su primer título como profesional en el Atlético Nacional, convirtiéndose en figura tras entrar a la titular del club en las últimas fechas del torneo colombiano, anotando goles de vital importancia para dar la vuelta olímpica.
No obstante, al año siguiente no tuvo mayor continuidad en la nómina titular, lo cual le dio la salida del club verdolaga.

### Millonarios FC
Posteriormente se incorporó a Millonarios, donde marcó su primer gol en la Noche Amarilla, enfrentando al Barcelona de Ecuador.

### Newell's Old Boys
Luego de jugar una temporada en la K-League, se anunció su traspaso al Newell's Old Boys de Argentina. Su llegada se anunció, como un intento del equipo de reforzarse, para lograr una mejor participación en el torneo argentino.
En 2012 el equipo Deportivo Pasto fue sancionado por los insultos racistas de los aficionados a Carmelo y Dahwling Leudo.

### Tianjin Teda
Para la temporada 2013 pese a haber firmado un precontrato con Independiente Santa Fe, no entró al plantel del equipo cardenal prefiriendo migrar al balompié chino donde entró a hacer parte del Tianjin Teda.

### Beijing Baxy F. C.
El 25 de febrero de 2015 es oficializado como refuerzo del Beijing Baxy F.C. de la China League One.
El 19 de septiembre marca su primer triplete en la victoria de su equipo 4-1 sobre BIT.
El 25 de febrero renovaría su contrato por un año con el club chino.

### La Equidad
En el 2017 vuelve a La Equidad en la Categoría Primera A de Colombia. El 15 de julio marca dos goles para remontar en los últimos un 2-0 a un 3-2 como locales frente al Deportivo Pasto, vuelve a marcar doblete el 15 de septiembre en la goleada 3 por 0 sobre Cortulua donde sale como la figura del partido. Su primer hat-trick con el equipo asegurador lo marca el 23 de septiembre dándole la victoria por goleada a su equipo 3 a 0 sobre Tigres Fútbol Club en condición de visitantes.

### América de Cali
El 10 de enero de 2018 es confirmado como nuevo jugador del América de Cali para la temporada 2018. Debuta el 4 de febrero en la victoria 2 por 1 como visitantes frente a Itagüí Leones. Su primer gol lo marca el 10 de febrero en el empate a un gol frente al Deportes Tolima como locales. El 25 de marzo de 2018 renuncia al América de Cali por conflictos personales.

### Cúcuta Deportivo
Para mitad del año 2019 llega al Cúcuta Deportivo de la Categoría Primera A. Sus primeros dos goles los hace el 7 de septiembre dándole la victoria los motilones en el clásico contra el Atlético Bucaramanga siendo la figura del partido, a los siete días marca nuevamente doblete dándole la victoria 3 por 2 sobre Atlético Nacional en Medellín, el 22 marca el único gol en la goleada 4 por 1 del Deportivo Cali sobre su club y el 28 de septiembre marca en la derrota 2-1 en su visita al Deportivo Pasto completando seis goles en cuatro.

### Junior de Barranquilla
El 13 de diciembre de 2019 fue confirmado como el primer refuerzo del equipo rojiblanco para el Torneo Apertura de la Liga Betplay 2020, siendo respaldado por el técnico Julio Comesaña. El 11 de septiembre ganó su primer título como rojiblanco, Junior ganó la Superliga de Colombia 2020 tras derrotar 0-2 a América de Cali en Cali. Carmelo anotó el gol definitivo. El 22 de septiembre marcó un triplete en el triunfo de Junior 4-1 sobre Independiente del Valle, siendo el primer jugador del club en hacerlo por Copa Libertadores.
A finales del 2022 anuncia su retiro del Fútbol y en el 2023 se está dedicando a terminar el Bachillerato

## Selección nacional
Debuta el 21 de agosto de 2007 en un amistoso frente a la Selección de México en el que se ganaría por la mínima, jugando mitad del partido saliendo por Radamel Falcao.
Fue convocado para a Selección Colombia a las dos primeras fechas de la Eliminatoria Mundialista para Sudáfrica 2010. Jugando el 17 de octubre de 2007 frente a Bolivia en La Paz jugando 63 minutos en el 0-0 y saliendo por Jaime Castrillón.

### Participaciones enEliminatorias al Mundial
| Eliminatoria                            | Sede del Mundial | Posición      | Resultado | PJ | GA | Asis |
| --------------------------------------- | ---------------- | ------------- | --------- | -- | -- | ---- |
| Eliminatorias Mundial de Sudáfrica 2010 | Sudáfrica        | 7°lugar 23pts | Eliminado | 1  | 0  | 0    |

## Estadísticas

### Clubes
Actualizado al último partido disputado el 17 de octubre de 2022.
| Club                         | Div.                | Temporada           | Liga  | Liga  | Copas | Copas | Internacionales | Internacionales | Total | Total | Media Goleadora |
| Club                         | Div.                | Temporada           | Part. | Goles | Part. | Goles | Part.           | Goles           | Part. | Goles | Media Goleadora |
| ---------------------------- | ------------------- | ------------------- | ----- | ----- | ----- | ----- | --------------- | --------------- | ----- | ----- | --------------- |
| Atlético Nacional · Colombia | 1.ª                 | 2003                |       |       | -     | -     | -               | -               |       |       |                 |
| Atlético Nacional · Colombia | 1.ª                 | 2004                | 12    | 1     | -     | -     | -               | -               | 12    | 1     |                 |
| Atlético Nacional · Colombia | 1.ª                 | 2006                | 21    | 2     | -     | -     | -               | -               | 21    | 2     | 0,12            |
| Atlético Nacional · Colombia | 1.ª                 | 2007                | 33    | 13    | -     | -     | -               | -               | 33    | 13    | 0,43            |
| Atlético Nacional · Colombia | 1.ª                 | 2008                | 19    | 1     | -     | -     | -               | -               | 19    | 1     | 0,03            |
| Atlético Nacional · Colombia | Total               | Total               | 85    | 17    | 0     | 0     | 0               | 0               | 85    | 17    | 0,21            |
| Real Cartagena · Colombia    | 1.ª                 | 2005                | 15    | 4     | 0     | 0     | -               | -               | 15    | 4     | 0,26            |
| Real Cartagena · Colombia    | Total               | Total               | 15    | 4     | 0     | 0     | 0               | 0               | 15    | 4     | 0,26            |
| Deportivo Pasto · Colombia   | 1.ª                 | 2005                | 17    | 5     | 0     | 0     | -               | -               | 17    | 5     | 0,29            |
| Deportivo Pasto · Colombia   | Total               | Total               | 17    | 5     | 0     | 0     | 0               | 0               | 17    | 5     | 0,29            |
| Millonarios · Colombia       | 1.ª                 | 2009                | 34    | 12    | 3     | 3     | -               | -               | 37    | 15    | 0,40            |
| Millonarios · Colombia       | Total               | Total               | 34    | 12    | 3     | 3     | 0               | 0               | 37    | 15    | 0,40            |
| Ulsan Hyundai Corea del Sur  | 1.ª                 | 2010                | 20    | 6     | 4     | 2     | -               | -               | 24    | 8     | 0,33            |
| Ulsan Hyundai Corea del Sur  | Total               | Total               | 20    | 6     | 4     | 2     | 0               | 0               | 24    | 8     | 0,33            |
| Newell's Old Boys Argentina  | 1.ª                 | 2011-12             | 8     | 1     | 1     | 0     | -               | -               | 9     | 1     | 0,11            |
| Newell's Old Boys Argentina  | Total               | Total               | 8     | 1     | 1     | 0     | 0               | 0               | 9     | 1     | 0,11            |
| La Equidad · Colombia        | 1.ª                 | 2012                | 39    | 16    | 4     | 0     | 2               | 1               | 45    | 17    | 0,37            |
| La Equidad · Colombia        | 1.ª                 | 2017                | 37    | 13    | 5     | 3     | -               | -               | 42    | 16    | 0,38            |
| La Equidad · Colombia        | Total               | Total               | 39    | 16    | 4     | 0     | 2               | 1               | 87    | 33    | 0,36            |
| Tianjin Teda China           | 1.ª                 | 2013                | 29    | 16    | 0     | 0     | -               | -               | 29    | 16    | 0,55            |
| Tianjin Teda China           | 1.ª                 | 2014                | 26    | 7     | 0     | 0     | -               | -               | 26    | 7     | 0,26            |
| Tianjin Teda China           | Total               | Total               | 55    | 23    | 0     | 0     | 0               | 0               | 55    | 23    | 0,41            |
| Beijing Baxy China           | 2.ª                 | 2015                | 30    | 14    | 0     | 0     | -               | -               | 30    | 14    | 0,46            |
| Beijing Baxy China           | 2.ª                 | 2016                | 10    | 1     | 0     | 0     | -               | -               | 10    | 1     | 0,10            |
| Beijing Baxy China           | Total               | Total               | 40    | 15    | 0     | 0     | 0               | 0               | 40    | 15    | 0.38            |
| América de Cali · Colombia   | 1ª                  | 2018                | 9     | 1     | 0     | 0     | 1               | 0               | 10    | 1     | 0,10            |
| América de Cali · Colombia   | Total               | Total               | 9     | 1     | 0     | 0     | 1               | 0               | 10    | 1     | 0,10            |
| Santa Fe · Colombia          | 1.ª                 | 2018                | 19    | 4     | 3     | 0     | 0               | 0               | 22    | 4     | 0.18            |
| Santa Fe · Colombia          | 1.ª                 | 2019                | 16    | 1     | 3     | 1     | -               | -               | 19    | 2     | 0.11            |
| Santa Fe · Colombia          | Total               | Total               | 35    | 5     | 6     | 1     | 0               | 0               | 41    | 6     | 0.15            |
| Cúcuta Deportivo · Colombia  | 1.ª                 | 2019                | 25    | 10    | 0     | 0     | 0               | 0               | 25    | 10    | 0,40            |
| Cúcuta Deportivo · Colombia  | Total               | Total               | 25    | 10    | 0     | 0     | 0               | 0               | 25    | 10    | 0,40            |
| Junior · Colombia            | 1.ª                 | 2020                | 19    | 2     | 4     | 1     | 6               | 3               | 29    | 6     | 0.21            |
| Junior · Colombia            | 1.ª                 | 2021                | 36    | 8     | 1     | 0     | 10              | 2               | 47    | 10    | 0.21            |
| Junior · Colombia            | 1.ª                 | 2022                | 36    | 4     | 6     | 1     | 3               | 0               | 45    | 5     | 0.11            |
| Junior · Colombia            | Total               | Total               | 91    | 14    | 11    | 2     | 19              | 5               | 121   | 21    | 0.17            |
| Total en su carrera          | Total en su carrera | Total en su carrera | 510   | 142   | 34    | 11    | 22              | 6               | 566   | 159   | 0.28            |

### Selección
| Selección                | Temporada                | Partidos | Goles |
| ------------------------ | ------------------------ | -------- | ----- |
| Colombia Mayores         | 2007-08                  | 3        | 0     |
| Total                    | Total                    | 3        | 0     |
| Total Selección Colombia | Total Selección Colombia | 3        | 0     |

## Palmarés

### Campeonatos nacionales
| Título                | Club                   | País     | Año  |
| --------------------- | ---------------------- | -------- | ---- |
| Torneo Apertura       | Atlético Nacional      | Colombia | 2007 |
| Torneo Finalización   | Atlético Nacional      | Colombia | 2007 |
| Superliga de Colombia | Junior de Barranquilla | Colombia | 2020 |

### Distinciones individuales
| Distinción                                  | Club       | Año  |
| ------------------------------------------- | ---------- | ---- |
| Goleador del Torneo Finalización (9 goles)  | La Equidad | 2012 |
| Goleador del Torneo Finalización (11 goles) | La Equidad | 2017 |